# オルロ県
オルロ県（オルロけん、スペイン語: Departamento de Oruro）は、ボリビア中西部にある県。行政府所在地は県北東部にあるオルロ。16の郡で構成されている。北側がラパス県、北東側がコチャバンバ県、南東と南側がポトシ県に接し、西側はチリとの国境になっている。アンデス山脈中の標高約3,700mの高地（アルティプラーノ）にあり、東縁は4,000m級と西縁は5,000m級の山岳地帯であるが、県央部は平原が広がっている。
気候は年中寒冷であるが乾燥しているため積雪はあまりなく、年間降水量は500mm以下。
オルロという名前は、アイマラ語の「ウルウル」（Uru UruまたはUlu Ulu）からきている。Uruとは「水に住むもの」「水の神」というような意味の言葉である。オルロ県東部にはウルウル湖、ポオポ湖という湖がある。県の南東部にはコイパサ塩湖があるなど、湖が多い。これらの湖は平原内の湖であり、水深5m以下と非常に浅い。このほか、オブラヘス (Obrajes)という温泉地もある。
チリとの国境近くにはボリビアの最高峰であるサハマ山(6,542m)がある。この山頂では2001年に世界最高所のサッカー試合が行なわれた。

## 隣接する県
- ラパス県
- コチャバンバ県
- ポトシ県
- タラパカ州
- アリカ・イ・パリナコータ州

## 郡

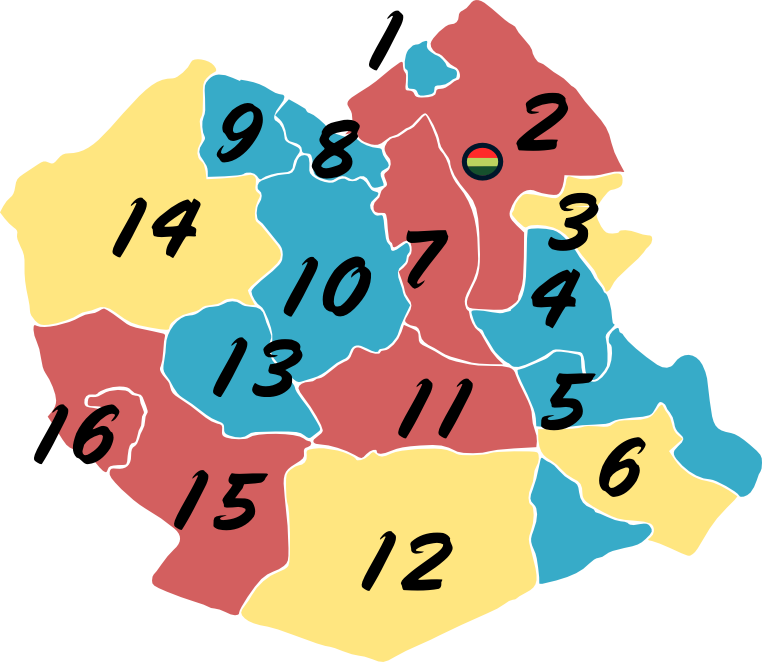
オルロ県の郡

オルロ県には傘下に16の郡（provincia）がある。
| 地図上の位置 | 郡名                         | 西語表記              | 面積 (km²) | 人口 (2012年国勢調査) | 首府                           | 首府西語表記             |
| ------------ | ---------------------------- | --------------------- | ---------- | --------------------- | ------------------------------ | ------------------------ |
| 10           | カランガス郡                 | Carangas              | 5,472      | 11,041                | コルケ                         | Corque                   |
| 2            | セルカド郡                   | Cercado               | 5,766      | 309,277               | オルロ                         | Oruro                    |
| 5            | エドゥアルド・アバロア郡     | Eduardo Avaroa        | 4,015      | 33,248                | チャヤパタ                     | Challapata               |
| 12           | ラディスラオ・カブレラ郡     | Ladislao Cabrera      | 8,818      | 14,678                | サリナス・デ・ガルシ・メンドサ | Salinas de Garci Mendoza |
| 13           | リトラル郡                   | Litoral               | 2,894      | 10,409                | ワチャカリャ                   | Huachacalla              |
| 8            | 北カランガス郡               | Nor Carangas          | 870        | 5,502                 | ウェイリャマルカ               | Huayllamarca             |
| 3            | パンタレオン・ダレンセ郡     | Pantaleón Dalence     | 1,210      | 29,497                | ウアヌニ                       | Huanuni                  |
| 4            | ポオポ郡                     | Poopó                 | 3,061      | 16,775                | ポオポ                         | Poopó                    |
| 16           | プエルト・デ・メヒヨネス郡   | Puerto de Mejillones  | 785        | 2,076                 | ラ・リビエラ                   | La Rivera                |
| 15           | サバヤ郡                     | Sabaya                | 5,885      | 10,924                | サバヤ                         | Sabaya                   |
| 14           | サハマ郡                     | Sajama                | 5,790      | 9,390                 | クラウワラ・デ・カランガス     | Curahuara de Carangas    |
| 9            | サンペドロ・デ・トトラ郡     | San Pedro de Totora   | 1,487      | 5,531                 | トトラ                         | Totora                   |
| 7            | サウカリ郡                   | Saucarí               | 1,671      | 10,149                | トレド                         | Toledo                   |
| 6            | セバスティアン・パガドール郡 | Sebastián Pagador     | 1,972      | 13,153                | サンティアゴ・デ・ウワリ       | Santiago de Huari        |
| 11           | 南カランガス郡               | Sud Carangas Province | 3,536      | 7,231                 | サンティアゴ・デ・アンダマルカ | Santiago de Andamarca    |
| 1            | トマス・バロン郡             | Tomas Barrón          | 356        | 5,267                 | エウカリプトゥス               | Eucaliptus               |

注：エドゥアルド・アバロア郡（5）はセバスティアン・パガドール郡（6）の南北両側に分かれている。